# Розеллы
Розеллы (лат. Platycercus) — род птиц семейства Psittaculidae.

## Внешний вид
Попугаи средних размеров с длиной тела от 25 до 35 см. Их характерной особенностью является широкий хвост ступенчатой формы, в котором 4 центральных пера одного размера, а размер остальных перьев изменяется по убывающей в обе стороны от центральных. На надклювье, недалеко от его конца, имеется выемка, а на щеках есть большое жёлтое, белое или синее пятно.

## Распространение
Обитают преимущественно в Австралии и лишь некоторые виды — на острове Тасмания и ряде других более мелких близлежащих островов.

## Образ жизни
Населяют сады, негустые леса, светлые высокоствольные тропические рощи. Питаются семенами дикорастущих трав и культурных растений, а также насекомыми и различными фруктами. Хорошо приспособлены к передвижению по земле, ловко бегают и лавируют среди травянистой растительности. Летают неохотно, обычно на небольшое расстояние.

## Размножение

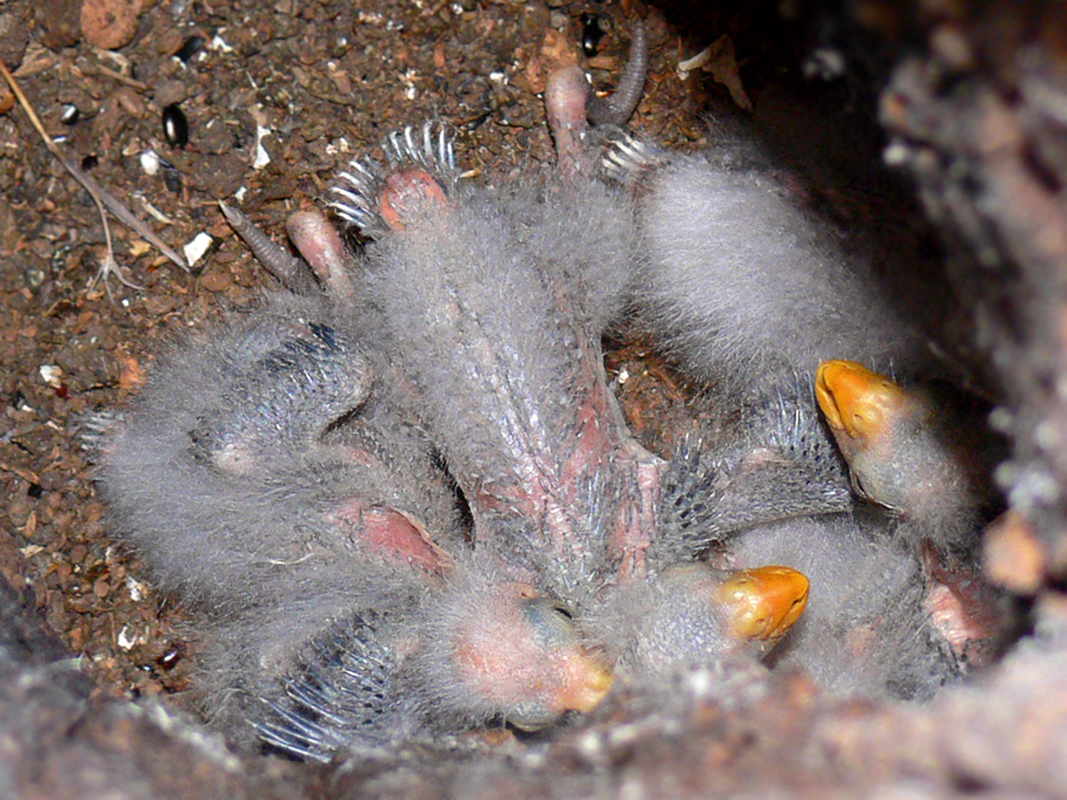
Птенцы

Самка откладывает от 4 до 6 яиц, может быть и больше (до 8). Насиживание длится 20-22 дня. Птенцы вылупляются покрытые густым пухом, слепые. В первые дни их кормит в основном самка, в дальнейшем — оба партнёра. В возрасте 28-35 дней птенцы покидают гнездо, но ещё 2-3 недели родители их опекают. Гнездятся обычно два раза в год.

## Содержание
Это очень красивые попугаи, пользующиеся большой популярностью у любителей природы. У них нежный и громкий голос, преобладают свистовые и флейтовые звуки. Их можно научить говорить различные слова.

## Классификация
Род включает 6 видов:
- Бледноголовая розелла Platycercus adscitus (Latham, 1790)
- Зелёная розелла Platycercus caledonicus (Gmelin, 1788)
- Красная розелла Platycercus elegans (Gmelin, 1788)
- Розелла Platycercus eximius (Shaw, 1792)
- Желтощёкая розелла Platycercus icterotis (Temminck & Kuhl, 1820)
- Черноголовая розелла Platycercus venustus (Kuhl, 1820)